# Miagrammopes coreensis
Miagrammopes coreensis är en spindelart som beskrevs av Yamaguchi 1953. Miagrammopes coreensis ingår i släktet Miagrammopes och familjen krusnätsspindlar. Inga underarter finns listade i Catalogue of Life.